# Friedrich Grützmacher
Friedrich Wilhelm Grützmacher (Dessau, Anhalt, 1 de marzo de 1832 – Dresde, 23 de febrero de 1903) fue un violonchelista y compositor alemán de la segunda mitad del siglo XIX.Compuso sobre todo música para violonchelo, entre la que figuran numerosos conciertos y muchos estudios técnicos, aunque también escribió piezas orquestales, música de cámara, música para piano y canciones.

## Vida
Grützmacher nació en Dessau, Anhalt y recibió formación en primer lugar de su propio padre. Pronto empezó a estudiar violonchelo con Karl Dreschler (1800-1873), que había sido alumno de Friedrich Dotzauer.
En 1848 fue descubierto en Leipzig por el famoso violinista Ferdinand David, que arregló algunos conciertos para él. En 1850 llegó a ser el violonchelo solista en la orquesta del teatro de Leipzig, los conciertos en la Gewandhaus y profesor en el Conservatorio de Leipzig. Tocó en el David String Quartet.
En 1860 Grützmacher se mudó a Dresde para ser el violonchelista principal de la orquesta de la corte y director de la Sociedad musical de Dresde. En 1877 fue profesor en el Conservatorio de Dresde. Solía hacer giras por Europa y Rusia como intérprete solista de violonchelo, así como músico de cámara. Ofreció conciertos por toda Europa y la Rusia imperial, donde entabló amistad con el famoso chelista Karl Davydov. Participó en la primera interpretación de Don Quijote de Richard Strauss en Colonia en 1898. Fue profesor de Wilhelm Fitzenhagen y Hugo Becker (cuyos études aún se utilizan).
En la actualidad Grützmacher es más conocido por haber tomado muestras de cuatro obras diferentes para formar su edición del Concerto en si bemol de Luigi Boccherini, que aún se sigue publicando e interpretando. También se le conoce por su arreglo de las Suites para violonchelo de Johann Sebastian Bach con acordes, pasajes y adornos adicionales. Sus cadenzas para los Concierto para violonchelo de Boccherini y Joseph Haydn siguen interpretándose a menudo.

## Obra
- Op. 4 Cinco piezas para violonchelo y piano.
- Op. 6 Trío para pianoforte, violín y violonchelo.
- Op. 7 Fantaisie hongroise (Fantasía húngara) para violonchelo con piano u orquesta.
- Op. 9 Diez piezas en estilo nacional.
- Op. 10 Concierto para violonchelo y orquesta n.º 1.
- Op. 13 Erinnerung an Leipzig (Recuerdo de Leipzig), dúo.
- Op. 19 3 Romanzen (3 romanzas), c. 1851.
  - n.º 1 para violín y orquesta (o cuarteto, o pianoforte).
  - n.º 2 para viola y orquesta (o cuarteto, o pianoforte).
  - n.º 3 para violonchelo y orquesta (o cuarteto, o pianoforte).
- Op. 22 Tres dúos para dos violonchelos en la menor, re mayor, do mayor.
- Op. 31 Variaciones sobre un tema original. Pieza de concierto para el violonchelo acompañado por la orquesta o el pianoforte.
- Op. 33 Große Concert-Fantasie (Fantasía de gran concierto) sobre temas de la ópera romántica "Santa Chiara".
- Op. 38 Technologie des Violoncellospiels: 24 Etüden für Violoncello (Técnica para tocarl el violonchelo: 24 estudios para violonchelo)
- Op. 42 Concierto para violonchelo y orquesta n.º 2.
- Op. 46 Concierto para violonchelo y orquesta n.º 3 en mi menor.
- Op. 54 Concert-Ouvertüre (Obertura de concierto) en re mayor para gran orquesta.
- Op. 60 Transcripciones de piezas clásicas para violonchelo y pianoforte.
  - n.º 4 Vals (Franz Schubert).
  - n.º 5 Romanesca (melodía anónima del siglo XVI).
- Op. 65  Weihegesang (Canción de consagración) para cuatro violonchelos.
- Op. 67 Tägliche Übungen (Estudios diarios) para violonchelo.
- Op. 72 12 Etüden (12 estudios) para violonchelo (violonchelo 2 ad libitum).